# 内藤誠
内藤 誠（ないとう まこと 1936年3月6日 - ）は、日本の映画監督、脚本家、著述家。元中部大学人文学部教授。元日本大学芸術学部映画学科講師。

## 人物・来歴
愛知県名古屋市出身。愛知県立刈谷高等学校を経て、1959年、早稲田大学政治経済学部新聞学科を卒業。唯一、受けた東映の入社試験に合格、東京撮影所に配属される。受験に当たっては師事する木村毅から紹介された雪代敬子に保証人を頼んだ。
佐伯清、成澤昌茂、マキノ雅弘、石井輝男らの助監督を経て1969年に監督に昇進し、主に当時の東映の主流である東映京都撮影所作品などの併映作品、俗に言う「B面映画」の職人監督として活躍した。山下耕作監督『釜ケ崎極道』のB面『ネオンくらげ』は「傑作青春ムービー」、深作欣二監督『仁義なき戦い 代理戦争』のB面『番格ロック』は「女性バードボイルド映画の傑作」と評される。
1979年、東映の子会社東映セントラルフィルムで撮った『十代 恵子の場合』を最後に東映を退社、フリーとなる。その後の活動はインディペンデント映画、テレビドラマ、特撮、アニメ、教育映画など、多岐に渡る。1981年には千葉真一主演の『冒険者カミカゼ -ADVENTURER KAMIKAZE-』の脚本を執筆。1984年の正月映画では4本もの作品に脚本として関わった。また、筒井康隆作品を2作（『俗物図鑑』『スタア』）映画化している。
一方で著述家、翻訳家としても活動。1993年にはイアン・マッカーサー著『快楽亭ブラック 忘れられたニッポン最高の外人タレント』の翻訳で翻訳特別功労賞を受章。日本大学芸術学部映画学科、中部大学人文学部でも長く教鞭をとり、後進の指導に当たった。
1983年、大林宣彦監督の『時をかける少女』に主演の原田知世演じる芳山和子の父親・哲夫役として友情出演。
1995年、芸能事務所「沢井プロダクション」の俳優養成所にて、演技講師を務める。
2010年、24年ぶりとなる監督作『明日泣く』（色川武大原作）を製作、2011年11月に劇場公開。2014年には評論家坪内祐三のエッセイ「酒中日記」を坪内本人の主演で映像化、2015年に劇場公開された。
弟の内藤豊は、テレビディレクターであり翻訳家。息子の内藤研は映画研究者・脚本家（1967年、神奈川県生まれ）。

## 受賞歴
- 1979年 - 児童映画『わたんべとすばらしい仲間』にて教育映画コンクール文部大臣賞
- 1980年 - 児童映画『生きものと教室の仲間たち』にて教育映画祭優秀作品賞・動物愛護映画コンクール最優秀作品賞・内閣総理大臣賞

## 監督作品

### 映画
- 1968年
  - これがベトナム戦争だ！ ※野田真吉との共同監督
- 1969年
  - 不良番長 送り狼
- 1970年
  - 不良番長 王手飛車
  - 不良番長 出たとこ勝負
  - 不良番長 暴走バギー団
- 1971年
  - 未亡人ごろしの帝王
  - 夜の手配師 すけ千人斬り
  - 不良番長 手八丁口八丁
  - ポルノの帝王
- 1972年
  - 夜のならず者
  - ポルノの帝王 失神トルコ風呂
  - 夜の女狩り
- 1973年
  - ネオンくらげ
  - 番格ロック
- 1974年
  - 衝撃！売春都市
- 1975年
  - 若い貴族たち 13階段のマキ
  - 青春讃歌 暴力学園大革命
  - 男組
- 1977年
  - 演歌で綴る 任侠の系譜
  - ビューティ・ペア 真赤な青春
  - 地獄の天使 紅い爆音
- 1979年
  - 十代 恵子の場合
  - わたんべとすばらしい仲間（16ミリフィルム）
- 1980年
  - ミスターどん兵衛（脚本も担当）
  - 生きものと教室の仲間たち（脚本も担当。16ミリフィルム）
  - 時の娘
- 1982年
  - 俗物図鑑
- 1986年
  - スタア
- 1987年
  - 春らんまん結婚記
- 2011年
  - 明日泣く
- 2015年
  - 酒中日記

### テレビドラマ
- 忍者ハットリくん+忍者怪獣ジッポウ（1967年 - 1968年、NET / 東映）[6]
- プレイガール（1969年 - 1974年、東京12チャンネル / 東映）
- ゴールドアイ（1970年、日本テレビ / 東映）- 第4話「逃亡者の子守唄」[7]
- 鉄人タイガーセブン（1973年 - 1974年、フジテレビ / ピー・プロダクション）- 第7話・第8話[8]
- 誰のために愛するか（1974年、NET / 東映）
- 夜明けの刑事（1974年 - 1977年、TBS / 大映テレビ）
- TOKYO DETECTIVE 二人の事件簿（1975年、朝日放送 / 大映テレビ）
- Gメン75（1975年 - 1982年、TBS / 東映）
- 刑事物語・星空に撃て!（1976年 - 1977年、フジテレビ / 大映テレビ） - 第2話・第5話・第7話・第9話・第14話・第16話・第17話・第18話・第21話・第23話・第25話
- 新・二人の事件簿　暁に駆ける（1976年 - 1977年、朝日放送 / 大映テレビ）
- 森村誠一シリーズ 腐蝕の構造（1977年、毎日放送・TBS / 東映）- 第6回・第7回
- 大空港（1978年 - 1980年、フジテレビ / 松竹）- 第54話「ザ・キラー」（1979年）
- あいつと俺（1980年、テレビ東京 / 勝プロダクション）
- ミラクルガール（1980年、東京12チャンネル / 東映）- 第17話「一億円を拾った女」
- ロボット8ちゃん（1981年 - 1982年、フジテレビ / 東映）[8]

## 脚本

### 映画
- 1970年
  - 血染の代紋 - 深作欣二との共同
- 1973年
  - ネオンくらげ
- 1975年
  - 若い貴族たち 13階段のマキ - 金子武郎との共同
- 1977年
  - 地獄の天使 紅い爆音 - 田中陽造 、荒井晴彦との共同
- 1979年
  - 十代 恵子の場合
- 1980年
  - ミスターどん兵衛 - 山城新伍、梶間俊一との共同
  - 時の娘 - 佐々木守との共同
  - 生きものと教室の仲間たち - 塩田千種との共同
- 1981年
  - 冒険者カミカゼ -ADVENTURER KAMIKAZE- - 桂千穂、中島貞夫との共同
  - セクシー・ぷりん 癖になりそう - 桂千穂との共同
- 1982年
  - 宇能鴻一郎の人妻いじめ - 桂千穂との共同
  - あんねの子守唄 - 木村智美、桂千穂との共同
  - 俗物図鑑 - 桂千穂との共同
- 1983年
  - 宇能鴻一郎の姉妹理容師 - 桂千穂との共同
  - 幻魔大戦  - 桂千穂、真崎守との共同
  - 悪女かまきり - 梶間俊一との共同
  - 女帝 - 桂千穂との共同
  - アイコ十六歳 - 今関あきよし、秋田光彦、桂千穂との共同
  - 唐獅子株式会社 - 桂千穂との共同
  - 女猫 - 桂千穂との共同
- 1984年
  - 廃市 - 桂千穂との共同
  - 少年ケニヤ - 桂千穂、剣持亘との共同
  - 魔女卵  - 和泉聖治との共同
- 1985年
  - 女豹 - 後藤大轄との共同
  - 俺たちの行進曲 - 桂千穂、渡辺祐介との共同
- 1986年
  - スタア - 筒井康隆、桂千穂との共同
- 1987年
  - ルパン三世 風魔一族の陰謀
- 1988年
  - 菩提樹 リンデンバウム、桂千穂との共同
- 1990年
  - コードネーム348 女刑事 サシバ
  - 殺しのメロディ Lady Smith
- 1991年
  - コードネームK レディ・コネクション

### テレビドラマ
- 1972年
  - 遠山の金さん捕物帳（第129回）[9]
- 1973年
  - 仮面ライダーV3[10]
  - 遠山の金さん捕物帳（第133回・第136回）[11]
- 1979年
  - 鉄道公安官（第5話・第18話）
- 1981年
  - 警視庁殺人課（第6話)
- 1987年
  - 仮面ライダーBLACK（第6話・第10話）

## 企画

### 映画
- 俗物図鑑（1982年）
- 廃市（1984年）

## 出演

### 映画
- 時をかける少女（1983年） - 芳山哲夫 役

### バラエティ番組
- クイズ!脳ベルSHOW（2020年3月30日&31日、BSフジ）

## 著作

### 著書
- インディアン日本をめざす （小峰書店、1977年11月）
- 友よメキシコよ （小峰書店、1979年11月）
- 昭和の映画少年 （秀英書房、1981年4月）
- 映画的筒井論と康隆的映画論 （有楽出版社、1985年10月）
- 実感的シナリオ講座 （桂千穂、如月小春との共著、風媒社、1986年4月）
- 少女物語 （小峰書店、1986年3月）
- 怖いこわーい町 （小峰書店、1988年7月）
- アイドル先生は恋のヒミツがいっぱい!? （ポプラ社、1990年5月）
- 水郷柳川・白秋祭殺人事件 （有楽出版社、1991年12月）
- 物語依存症 （白地社、1991年10月）
- 映画百年の事件簿 （角川書店、1995年3月）
- シネマと銃口と怪人 （平凡社ライブラリー、1997年8月）
- 昭和映画史ノート （平凡社新書、2001年7月）
- 事件とシネマ （中部大学、2006年1月）
- 外国人が見た古き良き日本 （講談社インターナショナル、2008年1月）対英訳
- 日本を愛した外国人たち （内藤研との共著 講談社インターナショナル、2009年6月）対英訳
- 偏屈系映画図鑑 （キネマ旬報社、2011年11月）
- 監督ばか （彩流社、2014年6月）
- 編集ばか （坪内祐三・名田屋昭二との共著、彩流社、2015年11月）
- 監督 山際永三、大いに語る 映画『狂熱の果て』から「オウム事件」まで （山際永三・内藤研との共著、彩流社、2018年9月）
- まんが 古関裕而ものがたり 名曲でふりかえる「昭和」とオリンピック （原作 画：三代目仙之助、彩流社、2020年3月）
- 映画の不良性感度（小学館新書、2022年4月）

### 訳書
- 『ママ・アイラブユー』ウィリアム・サローヤン ワーク・ショップガルダ（岸田今日子と共訳、のちブロンズ新社、のち新潮文庫） 1978年10月
- 『ロック・ワグラム』ウィリアム・サローヤン 新潮社、1990年2月
- 『快楽亭ブラック』イアン・マッカーサー 講談社、1992年9月（堀内久美子と共訳）
- 『母が教えてくれた歌』 マーロン・ブランド、ロバート・リンゼイ 角川書店、1995年6月（雨海弘美と共訳）
- 『サローヤン伝説』 ローレンス・リー、バリー・ギフォード ワールドマガジン社、1997年2月（堀内久美子と共訳）

## 関連文献
- 内藤誠、『番格ロック』を語る
- 筒井康隆×内藤誠トークライブ